# 永兴镇 (重庆市)
永兴镇，是中华人民共和国重庆市江津区下辖的一个乡镇级行政单位。

## 行政区划
永兴镇下辖以下地区：
新桥社区、黄庄村、旸岩村、汪庄村、谢家村、万狮桥村、艾家村、大塝村和周岩村。